# Croix de cimetière de La Peyratte
La Croix de cimetière de La Peyratte est une croix hosannière, protégé des monuments historiques, situé dans le cimetière de la commune de La Peyratte, dans le département français des Deux-Sèvres.

## Histoire
La croix date du XIIe siècle et est vraisemblablement construite par les moines de Talmont. Elle a été déplacée à son emplacement actuel en 1852.
La croix en son sommet est inscrite dans un cercle et a remplacé au début du XXe siècle la croix originelle. Cette croix originelle fut enchâssé dans la colonne en 1927.
Elle est classée au titre des monuments historiques par arrêté du 16 mars 1890.

## Description
Haute d'environ 12 mètres, la colonne de la croix est composée de quatre colonnettes pleines soudées entre elles, comme la croix de cimetière de Gourgé. Elle repose sur un socle circulaire constitué de quatre marches. Un autel est aménagé sur un des côtés du fut de la croix pour permettre au prêtre d'assurer les bénédictions. 